# Livezi (Bacău)
Livezi è un comune della Romania di 5 350 abitanti, ubicato nel distretto di Bacău, nella regione storica della Moldavia.
Il comune è formato dall'unione di 5 villaggi: Bălăneasa, Livezi, Orășa, Poiana, Prăjoaia, Scăriga.